# Monte Tronador
Il monte Tronador è un Vulcano spento che si trova al confine tra Cile e Argentina, vicino alla città di San Carlos de Bariloche. Separa due parchi che sono il Parco nazionale Vicente Pérez Rosales, in Cile, e il Parco nazionale Nahuel Huapi, in Argentina.
Ha un'altezza di 3.491 metri. Ha tre picchi: uno in Argentina, 3.200 metri, un cileno 3.320 metri e il principale di 3491 metri che separa le 2 nazioni.